# Raffles City
Raffles City (chino: 来福士城, antes de que 2007: 莱佛士城) es un gran complejo situado en el Distrito Cívico dentro del Núcleo Céntrico de la ciudad-estado de Singapur. Ocupando un bloque de la ciudad entero alberga dos hoteles y una torre de oficina en un podio qué contiene un complejo comercial y un centro de convenciones. El centro comercial es administrado por CapitaCommercial Confianza y CapitaMall Trust.
La embajada de Hungría se encuentra en el piso 29 de la Torre de la Ciudad Raffles, que también alberga la delegación de la Unión Europea. 

## Historia
La inauguración del sitio tuvo lugar el 14 de agosto de 1980 y se abrió oficialmente al público el 3 de octubre de 1986. El complejo fue diseñado por I. M. Pei en una de sus primeras obras en el estado de la ciudad. Construido en el antiguo sitio de Raffles Institution, la primera escuela en Singapur, y situado junto al histórico Raffles Hotel, sus acabados de aluminio y diseños geométricos simples dieron un contraste marcado y modernista con la arquitectura victoriana y la arquitectura clásica que caracterizaba la arquitectura en ese distrito. El diseño incluye el hotel más alto del mundo y actualmente el decimocuarto hotel más alto del mundo, el Swissôtel The Stamford, de 73 plantas, y el hotel Fairmont de Singapur de 26 pisos de alta gama. Los tres bloques se complementan con la torre rectangular de 42 pisos Raffles City Tower, un bloque de oficinas. 

### Renovación
En la década de 1990 el complejo comercial fue sometido a una renovación importante, con un aspecto diferente. En junio de 2005, la administración anunció que la sección de sótano del complejo se ampliará, con 30 a 50 tiendas más y se completó en julio de 2006 con MPH Librerías, reconocidos establecimientos de alimentos y bebidas y numerosas tiendas de moda que ocupan la extensión. Gloria Jean's Coffees también ha hecho un regreso al país después de salir del país hace unos años. El complejo está directamente conectado a la estación de MRT del Ayuntamiento por escaleras mecánicas desde la entrada del edificio ya la estación MRT de Esplanade desde el Sótano 2. 

### Rebranding
El 1 de enero de 2002, los dos hoteles fueron rebautizados como Swissôtel The Stamford y Raffles The Plaza (ahora Fairmont Singapur) cuando FRHI Hotels & Resorts se hizo cargo de la gestión de los hoteles. 

### CapitaLand REITs Absorción
El 19 de marzo de 2006, el Fondo de Inversión Inmobiliaria de CapitaLand (REIT), CapitaCommercial Trust y CapitaMall Trust adquirieron conjuntamente el desarrollo de Raffles Holdings por S $ 2,09 mil millones. El primero asumirá una participación del 60 por ciento en el complejo y el último el 40 por ciento restante. Los accionistas de los fideicomisos aprobaron la compra del complejo en julio de 2006. El acuerdo se completó en agosto de 2006 y el complejo es propiedad de los dos fideicomisos. 

### Expansión
El 20 de agosto de 2006, los nuevos propietarios anunciaron sus planes de ampliar el espacio comercial entre 19.000 m² de sus actuales 33.100 m², utilizando el espacio en los pisos del aparcamiento en los sótanos dos y tres . Los dos fideicomisos de propiedad de CapitaLand gastarán S $ 86 millones en la expansión. El 15 de julio de 2010 se inauguró un enlace subterráneo que une las estaciones MRT de Esplanade y City Hall. 

## Inquilinos
Raffles City tiene varios inquilinos de anclaje, con el Grupo Dairy Farm tener un supermercado de gama alta, Jason's Market Place y una farmacia Guardian, ambos ubicados en el sótano. Robinsons, junto con Marks & Spencer, ha abierto sus puertas desde el 2001, cuando Sogo dejó el espacio y el supermercado (ahora ocupados por Jason) en 2000, después de que la compañía tuviera problemas financieros. 

## Acontecimientos

### 117ª Reunión del COI, Singapur
La 117ª Sesión del COI en Singapur se celebró del 2 al 9 de julio de 2005 en el Centro de Convenciones de la Ciudad de Raffles, en el cuarto piso. La seguridad en el complejo fue extremada durante el evento. En la Sesión del COI, se concedió a Londres la organización de los Juegos Olímpicos de Verano 2012.

## Galería

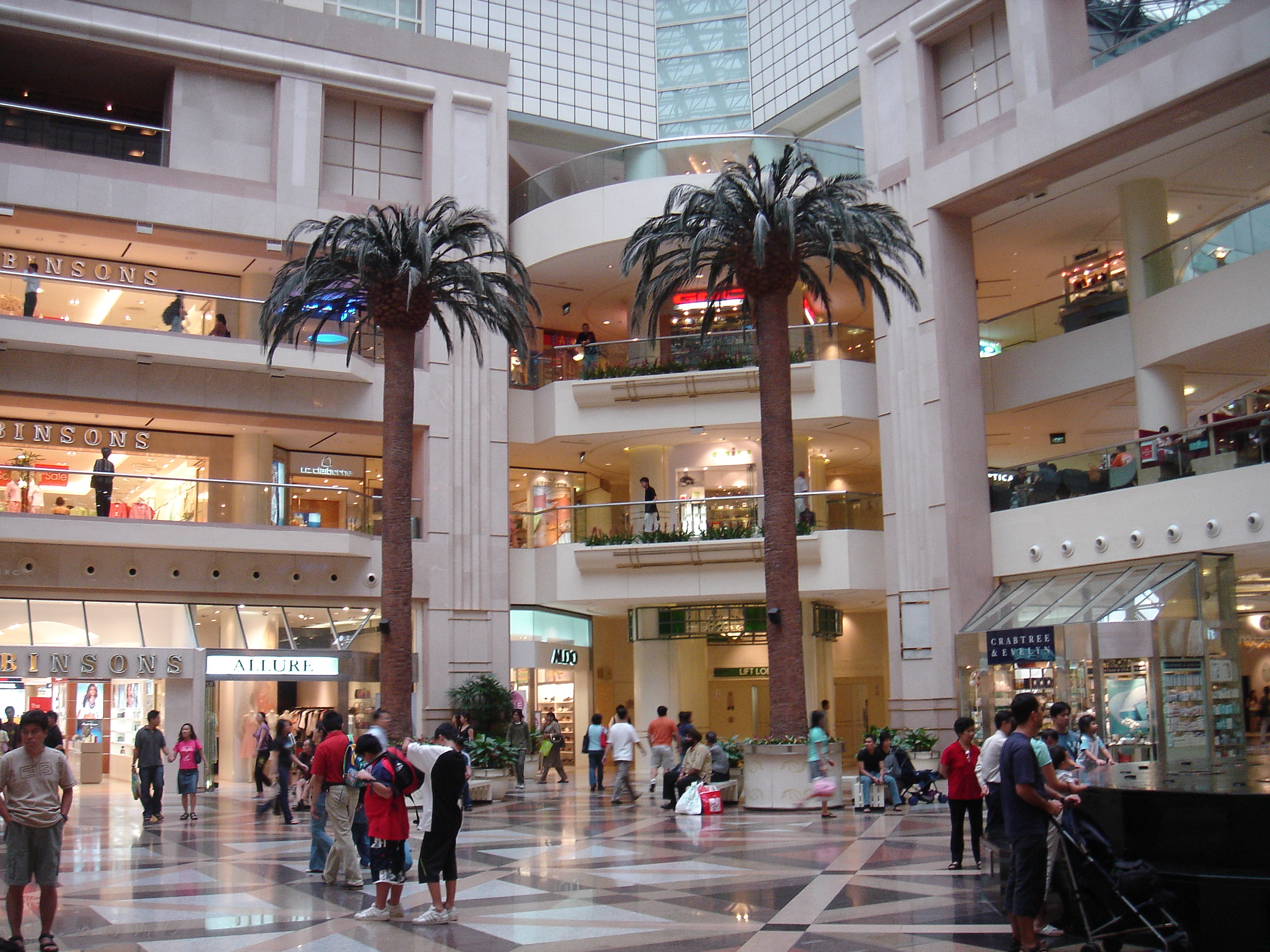
Vista de interior
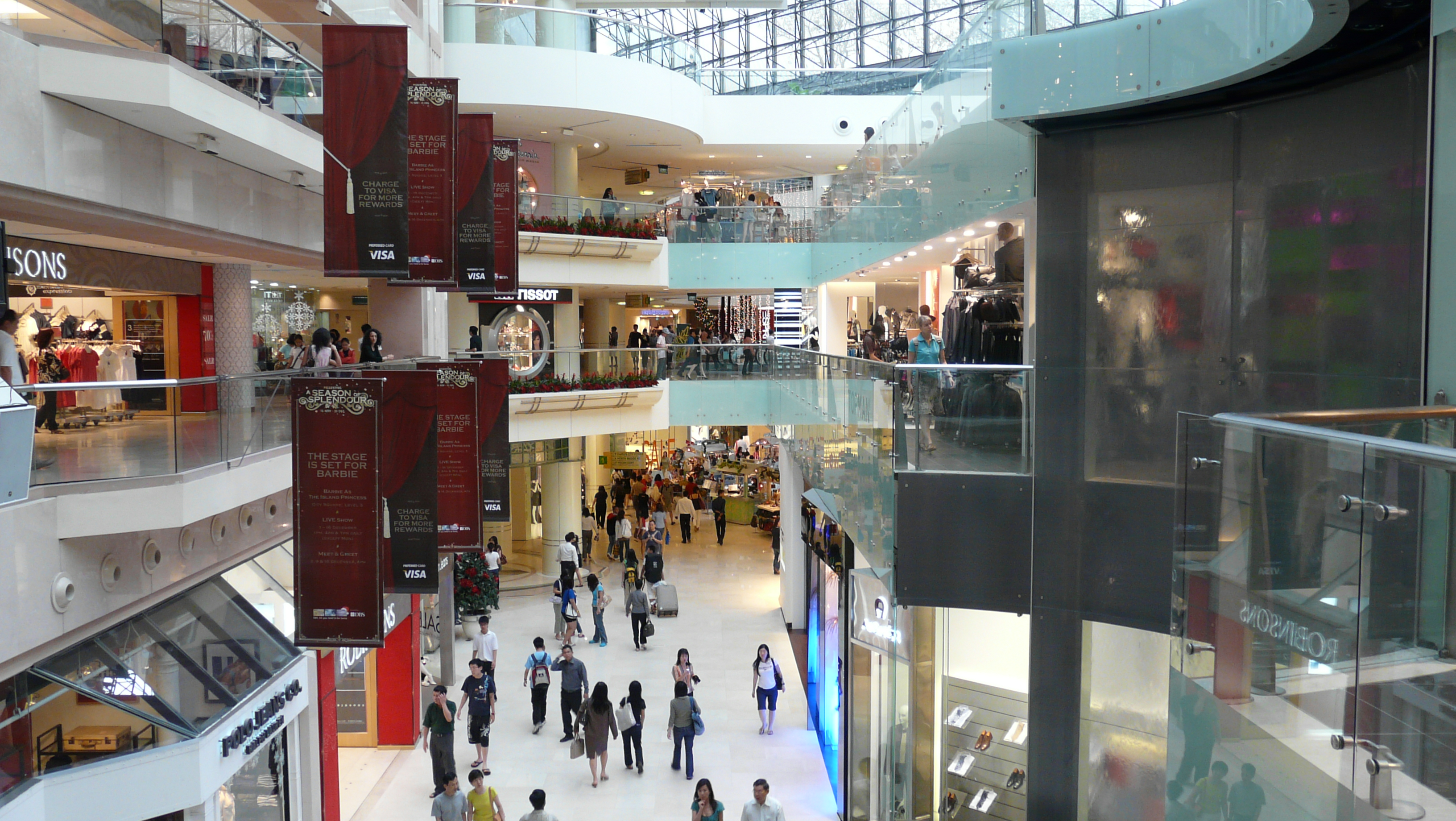
El refurbished fin
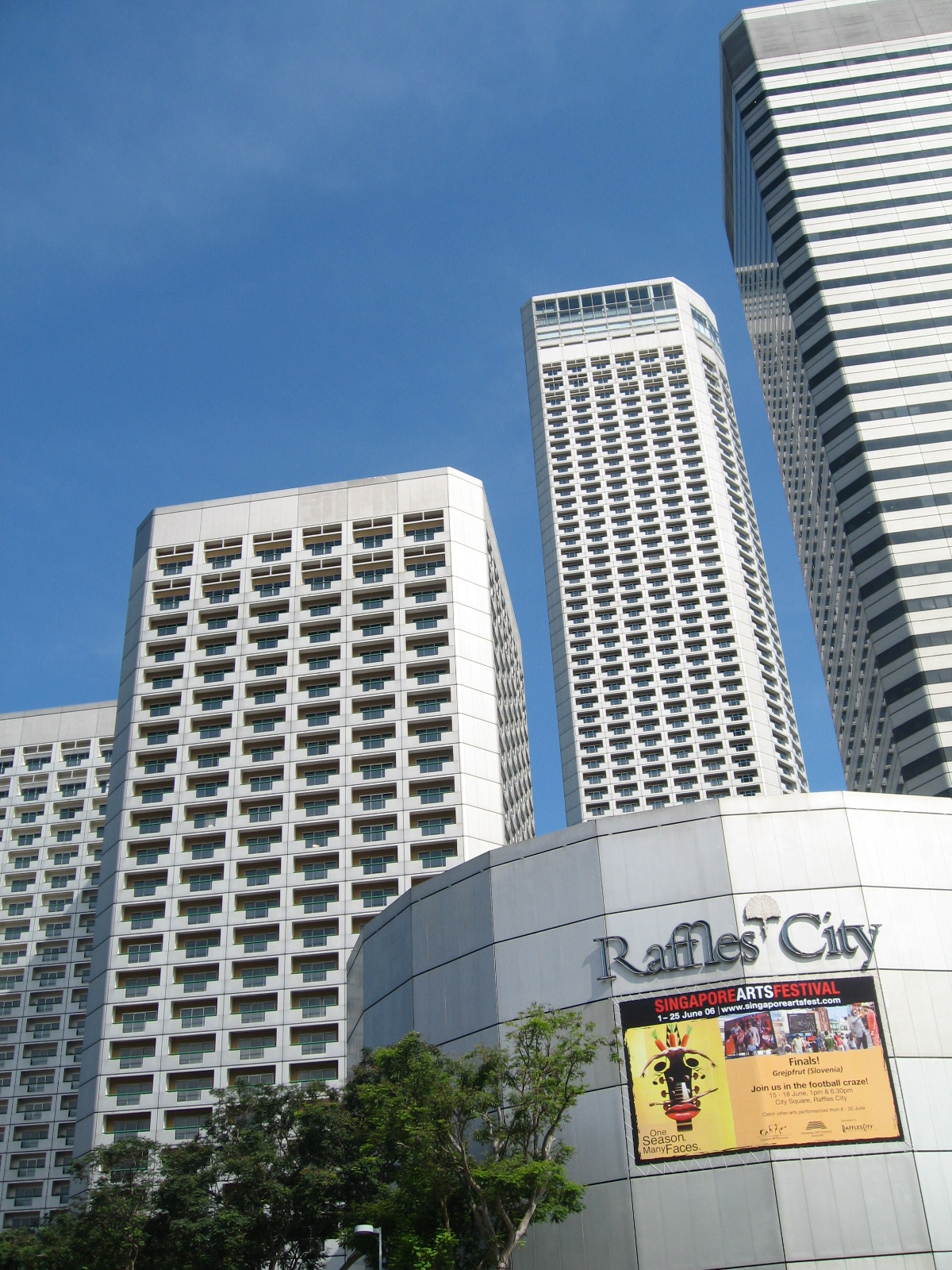
Otra vista del complejo